# Ectropothecium kweichowense
Ectropothecium kweichowense är en bladmossart som beskrevs av Edwin Bunting Bartram 1936. Ectropothecium kweichowense ingår i släktet Ectropothecium och familjen Hypnaceae. Inga underarter finns listade i Catalogue of Life.